# Calle Xicoténcatl (Mexico City)
Calle Xicoténcatl är en gata i Colonía del Carmen i alcaldían Coyoacán i södra Mexico City.  Den är tvåfilig och enkelriktad i östgående riktning.
Gatan sträcker sig från Coyoacáns centrum i väst till General Anaya i stadsdelen Churubusco i öst. Namnet hedrar Xicoténcatl II (även kallad Xicoténcatl den yngre), prins av Tlaxcala och tillhörande nahuafolket (död 1521). Även om han tidigt stred mot Hernán Cortés styrkor, är han mest ihågkommen för att ha anslutit sig till de spanska styrkorna i deras anfall mot den antika Mexica-huvudstaden. Han hängdes senare av Cortés efter Tenochtitláns fall.

## Användning
Calle Xicoténcatl är en av Coyoacáns viktigaste gator. Den är samlingsplats för restauranger och affärer i mitten av de lugna kvarteren som omger gatan.

### Parker och marknader
Längs med gatan finns flera parker, Jardín del Arte Allende längre västerut, känd för sina konstmarknader. Dessutom finns den större Parque Xicoténcatl längst österut. Parque Xicoténcatl stänger klockan 18:00. Den stora sportparken Deportivo La Fragata ligger ett stenkast därifrån på tvärgatan Abasolo.
Vid Calle Xicoténcatl finns även Mercado de Coyoacán, stadsdelens största marknad. Utomhus säljs kläder, smycken, accessoarer med mera längs med trottoarerna, medan området inomhus är stort och hyser flera restauranger, matmarknader, slaktare, och heminredningsvaror.

### Byggnader och institutioner
Även Antigua Casona de Xicoténcatl är belägen på Calle Xicoténcatl. Byggt under 1600-talet är huset främst känt för att ha huserat Mexikos senat mellan 1931 och 2011, innan man flyttade verksamheten till affärskvarteren vid Paseo de la Reforma.
Senare, år 2019 öppnade "Casa Nuestra", ett kulturellt utrymme med fokus på främjande och spridning av skapande i alla dess former och uttryck, med stöd av republikens senat som tidigare huserade i byggnaden och i samarbete med lokalpolitiska krafter. Dess huvudsakliga syfte är enligt egen utsago att bli en kulturarvsbyggnad med ett varierat konstnärligt och kulturellt utbud som ligger inom räckhåll för alla mexikaner och internationella turister.
På grund av områdets konstnärliga och estetiska bakgrund och närheten till bland annat Frida Kahlo-museet (La Casa Azul) är gatan även känd för sina muralmålningar. Dessa täcker många husväggar längs med trottoarerna.
Även Mexico Citys nationalmusikaliska högskola (UNAM) är belägen på Calle Xicoténcatl,

## Galleri

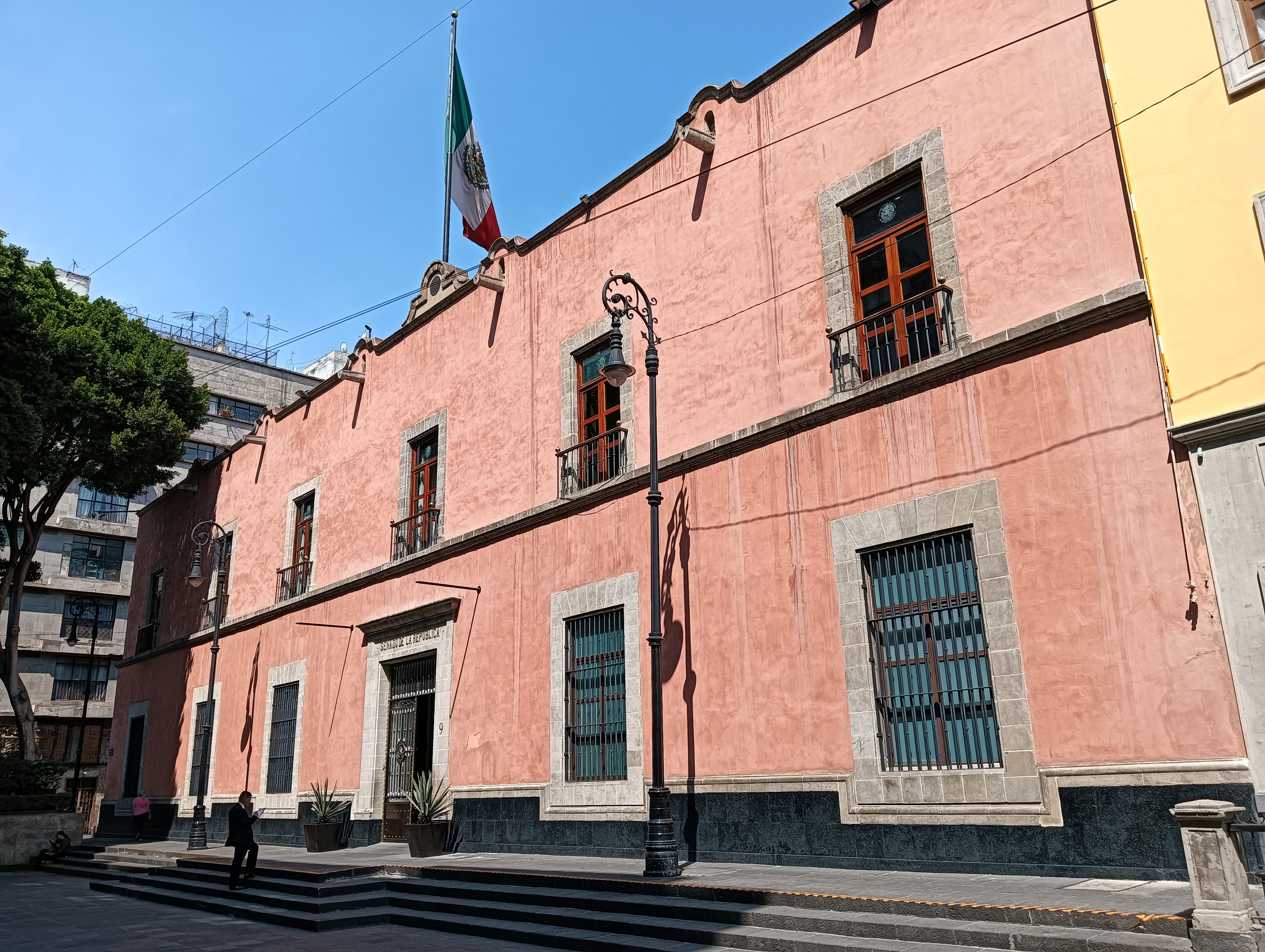
Antigua Casona de Xicoténcatl, numera Casa Nuestra.
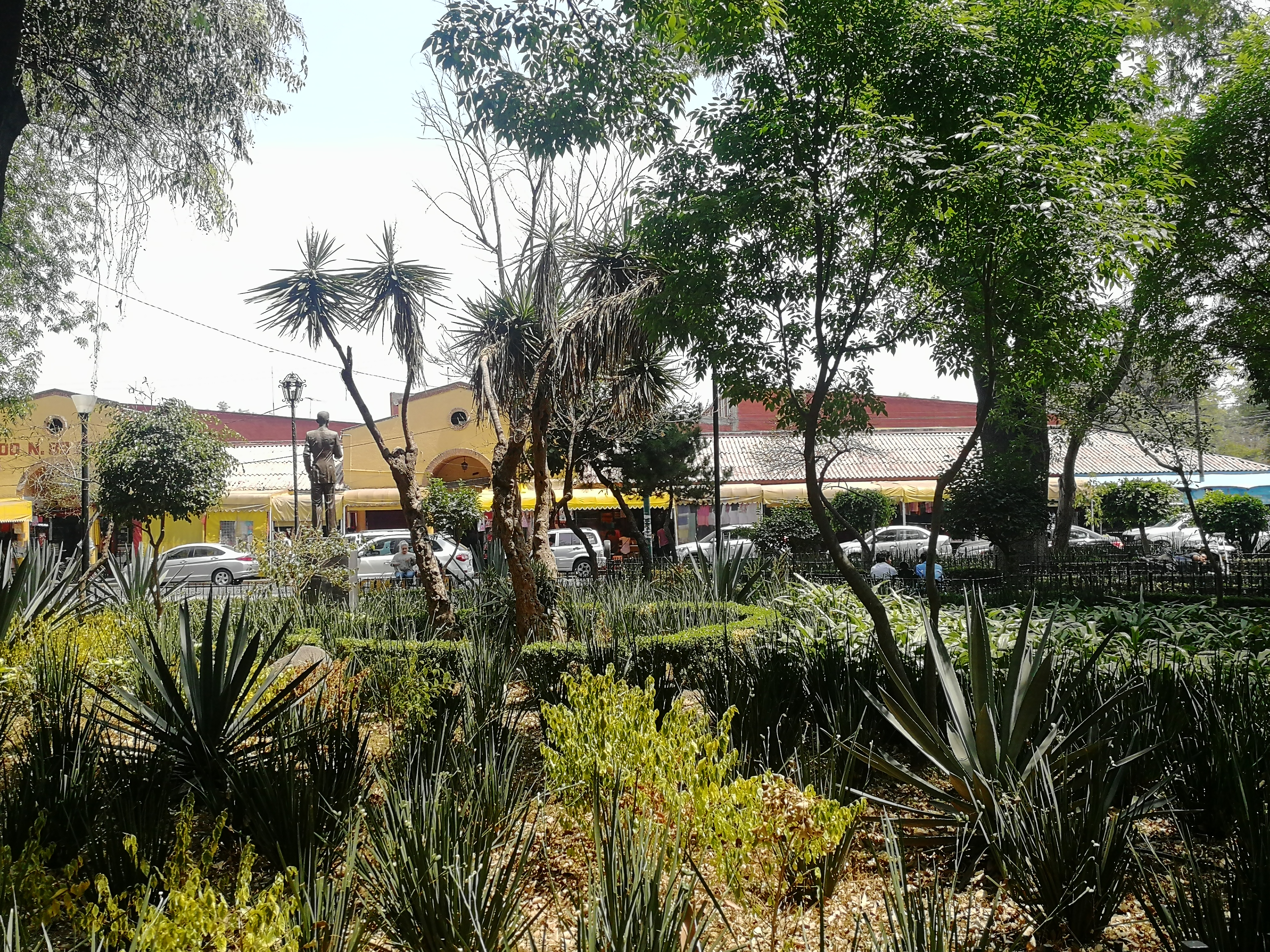
Jardín Allende.
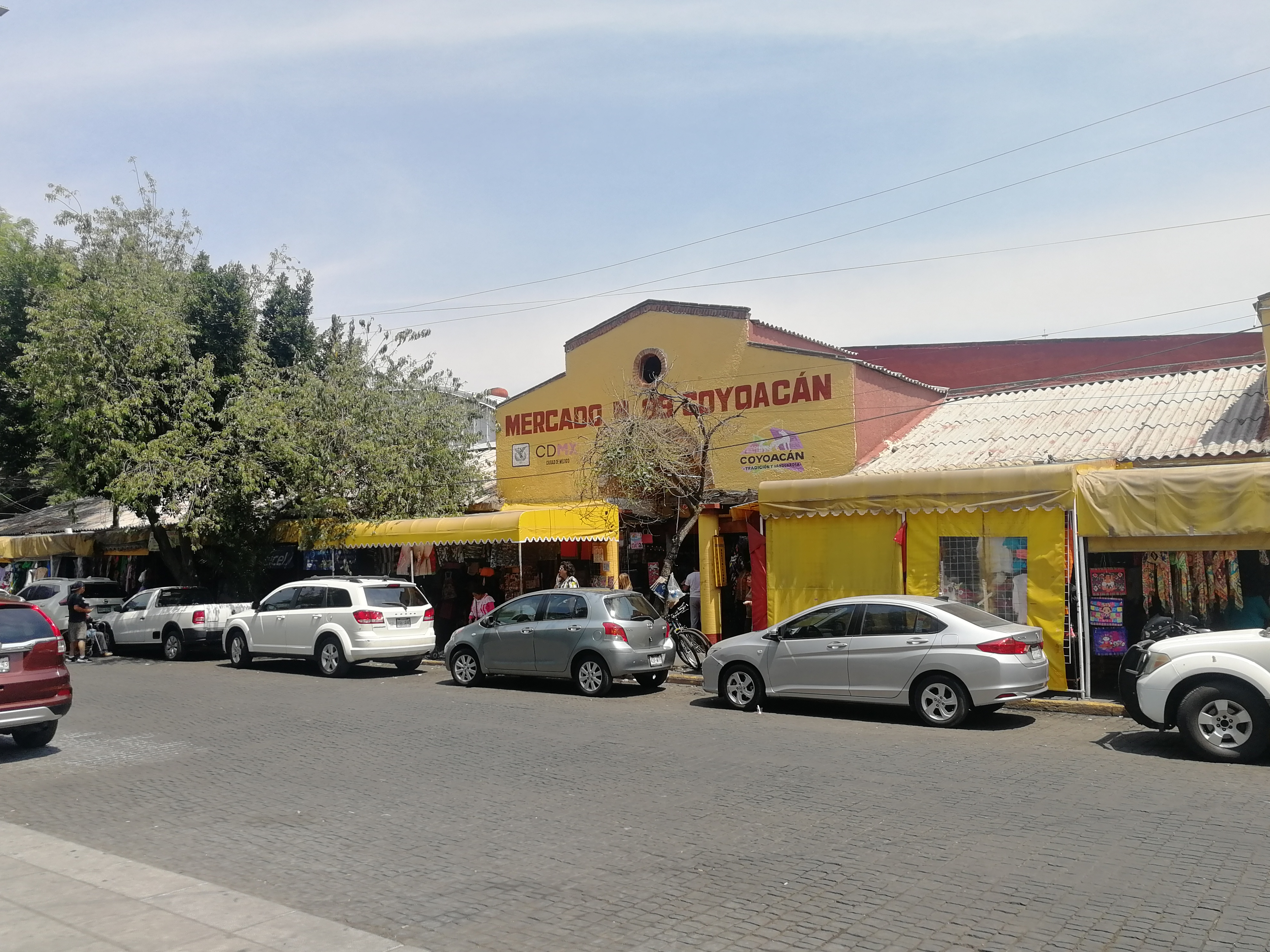
Mercado de Coyoacán.
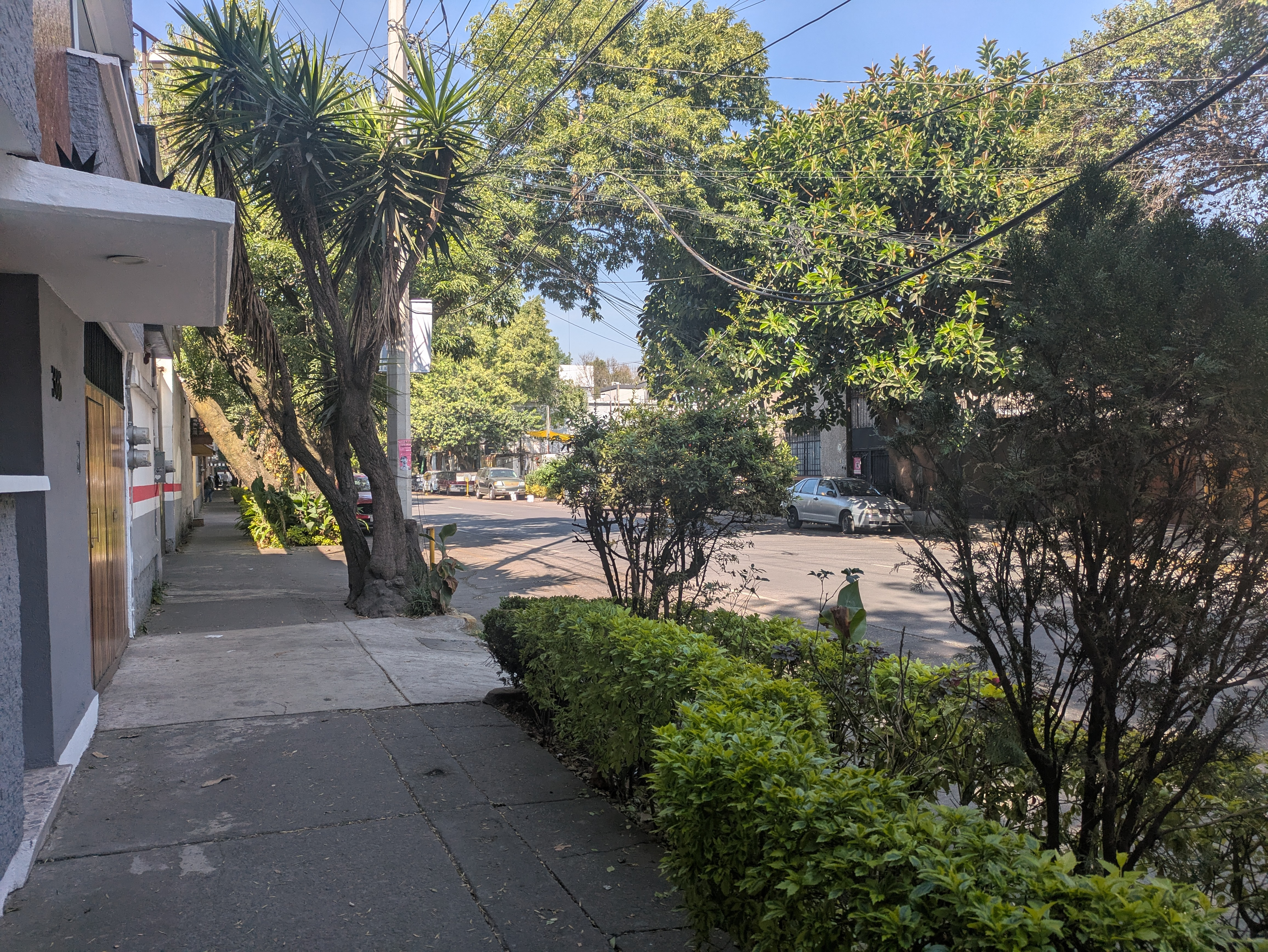
Västra Calle Xicoténcatl i mars 2025.
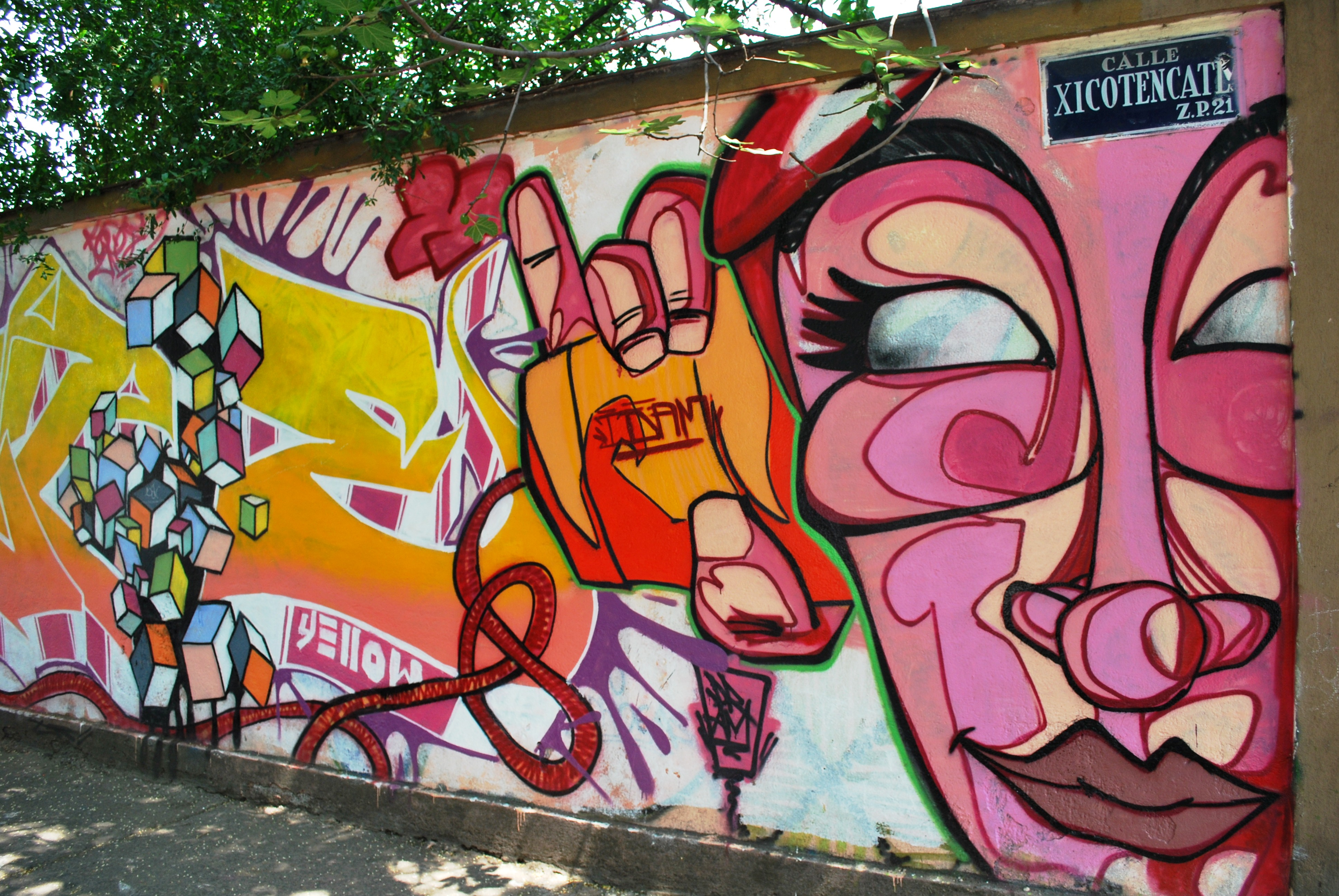
En av de, för gatan, karakteristiska graffitimuralerna.
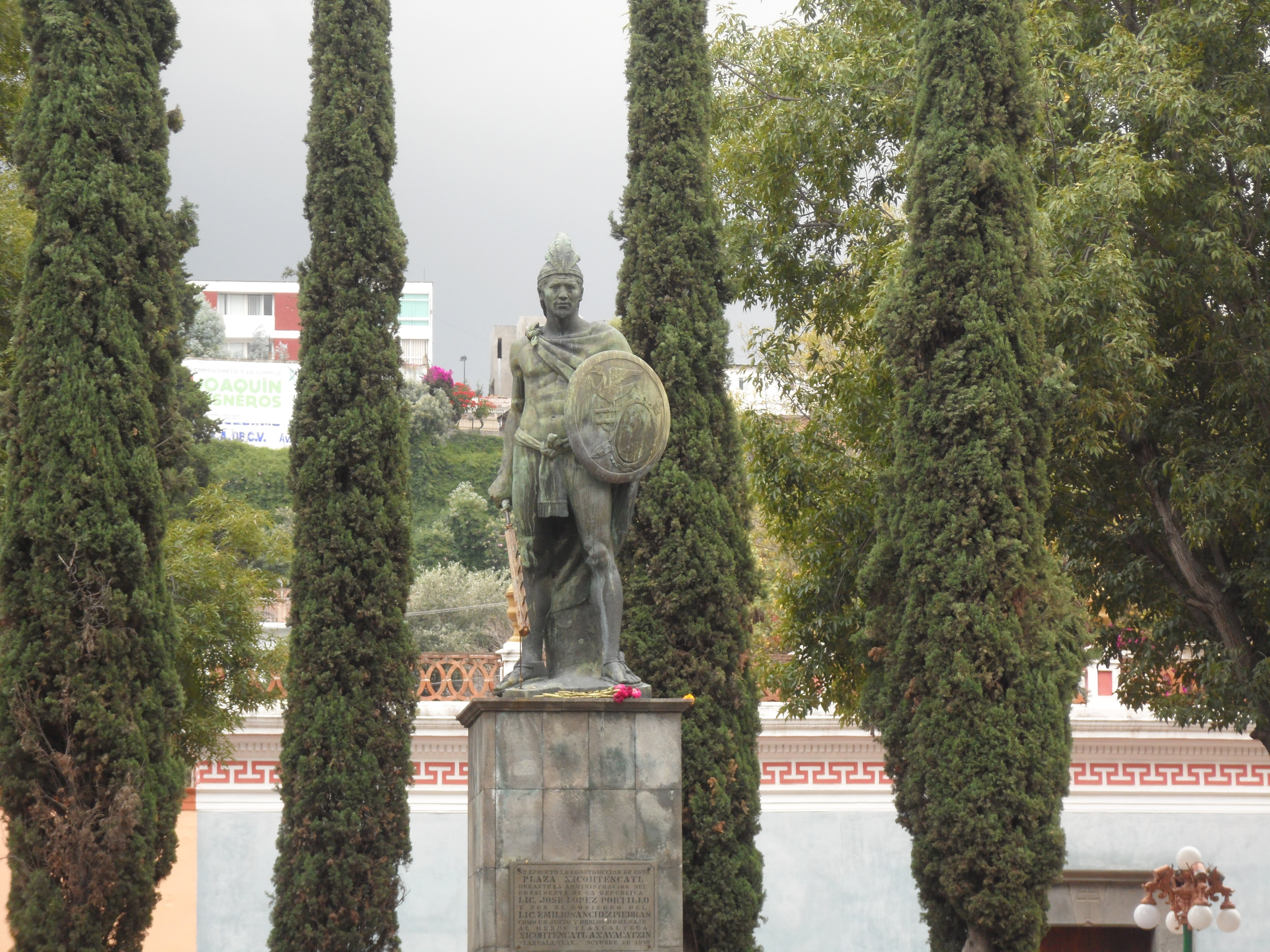
Xicoténcatl II, bilden tagen i Tlaxcala.